# Майстер-метод
Майстер-метод (англ. master theorem, master method) надає готові розв'язки в асимптотичному записі (через використання нотації великого О) для рекурентних співвідношень які використовуються при аналізі алгоритмів «розділяй і володарюй». Його популяризувала канонічна книга з алгоритмів — Вступ в алгоритми, написана Томасом Корменом, Чарльзом Лейзерсоном, Рівестом і Кліффордом Стейном, в якій метод описано і доведено. Однак, не всі рекурентні співвідношення можна розв’язати за допомогою цього методу; метод Акра-Баззі узагальнює майстер-метод.

## Вступ
Розглянемо проблему, яку можна розв'язати за допомогою рекурсивного алгоритму як-от такого:

```
 
підпрограма
 T( n : розмір проблеми ) 
визначений як:

   
якщо
 n < 1 
тоді вихід

   Виконати роботу обсягом f(n)

   T(n/b)
   T(n/b)
   ...повторити загалом 
a
 раз...
   T(n/b)
 
кінець підпрограми
```

В попередньому алгоритмі ми розділили задачу на кілька підзадач рекурсивно, кожна з підзадач розміром n/b. Це можна зобразити як дерево викликів, де кожна вершина дерева це один рекурсивний виклик, а її дочірні вершини є примірниками наступних викликів. В попередньому прикладі, кожна вершина матиме a дочірніх вершин. Кожна вершина виконує обсяг роботи відповідний до розміру отриманої підзадачі — n, який вимірюється як {\displaystyle f(n)}. Загальний обсяг роботи виконаної цілим деревом становить суму роботи, яку виконали усі вершини дерева.
Алгоритми подібні до попереднього можна представити як рекурентне співвідношення {\displaystyle T(n)=a\;T\left({\frac {n}{b}}\right)+f(n)}. Ц е співвідношення можна успішно розгорнути для отримання виразу загального обсягу роботи.
Майстер-метод дозволяє легко обчислити час виконання такого рекурсивного алгоритму в Θ-записі без розгортання рекурентного співвідношення.

## Загальна форма
Майстер-метод розглядає рекурентні співвідношення такого виду:
{\displaystyle T(n)=a\;T\!\left({\frac {n}{b}}\right)+f(n)\;}, де  {\displaystyle \;a\geq 1{\mbox{, }}b>1}
При застосуванні в розгляді рекурсивних алгоритмів, сталі і функції означають наступне:
- n  — розмір задачі.
- a  — кількість підзадач на кожному поступі рекурсії.
- n/b  — розмір кожної з підпроблем. (Тут мається на увазі, що всі підзадачі однакового розміру.)
- f (n) — обсяг роботи поза рекурсивними викликами, який включає обсяг задачі розділення й обсяг злиття розв'язків підпроблем.

Опишемо три випадки докладніше.

## Випадок 1

### Загальний вид
Якщо {\displaystyle f(n)=O\left(n^{\log _{b}(a)-\epsilon }\right)} для деякої сталої {\displaystyle \epsilon >0,} тоді:
{\displaystyle T(n)=\Theta \left(n^{\log _{b}a}\right)}

### Приклад
{\displaystyle T(n)=8T\left({\frac {n}{2}}\right)+1000n^{2}}
Як читач може побачити в попередній формулі, змінні мають такі значення:
{\displaystyle a=8,\,b=2,\,f(n)=1000n^{2},\,\log _{b}a=\log _{2}8=3}
Тепер ми повинні перевірити, що мають місце наступні рівняння:
{\displaystyle f(n)=O\left(n^{\log _{b}a-\epsilon }\right)}
{\displaystyle 1000n^{2}=O\left(n^{3-\epsilon }\right)}
Якщо ми оберемо {\displaystyle \epsilon } = 1, ми отримуємо:
{\displaystyle 1000n^{2}=O\left(n^{3-1}\right)=O\left(n^{2}\right)}
Раз рівняння виконується, перший випадок майстер-метода можна застосувати для цього рекурентного співвідношення, отже отримуємо:
{\displaystyle T(n)=\Theta \left(n^{\log _{b}a}\right)}
Якщо підставити значення, зрештою отримуємо:
{\displaystyle T(n)=\Theta \left(n^{3}\right)}
Отже наше рекурентне співвідношення T(n) обмежене Θ(n3).
(Цей вислід підтверджується точним розв'язком рекурентного співвідношення, який становить {\displaystyle T(n)=1001n^{3}-1000n^{2}}, якщо взяти  {\displaystyle T(1)=1.})

## Випадок 2

### Загальний вид
Якщо для деякої сталої k ≥ 0 виконується, що {\displaystyle f(n)=\Theta \left(n^{\log _{b}a}\log ^{k}n\right)}, тоді:
{\displaystyle T(n)=\Theta \left(n^{\log _{b}a}\log ^{k+1}n\right)}

### Приклад
{\displaystyle T(n)=2T\left({\frac {n}{2}}\right)+10n}
Як читач може побачити в попередній формулі, змінні мають такі значення:
{\displaystyle a=2,\,b=2,\,k=0,\,f(n)=10n,\,\log _{b}a=\log _{2}2=1}
Тепер ми повинні перевірити, що мають місце наступні рівняння (при k=0):
{\displaystyle f(n)=\Theta \left(n^{\log _{b}a}\right)}
Якщо підставити значення, ми отримаємо:
{\displaystyle 10n=\Theta \left(n^{1}\right)=\Theta \left(n\right)}
Через те, що рівняння виконуються, тут можна застосувати другий випадок майстер-метода, отримуємо:
{\displaystyle T(n)=\Theta \left(n^{\log _{b}a}\log ^{k+1}n\right)}
З підставковою значень отримуємо:
{\displaystyle T(n)=\Theta \left(n\log n\right)}
Отже наше рекурентне співвідношення T(n) обмежене Θ(n log n).
(Цей вислід підтверджується точним розв'язком рекурентного співвідношення, який становить {\displaystyle T(n)=n+10n\log _{2}n}, якщо покласти {\displaystyle T(1)=1.})

## Випадок 3

### Загальний вигляд
Як що правда що:
{\displaystyle f(n)=\Omega \left(n^{\log _{b}(a)+\epsilon }\right)} для деякої сталої {\displaystyle \epsilon >0}
і якщо також істинно, що:
{\displaystyle af\left({\frac {n}{b}}\right)\leq cf(n)} для деякої сталої {\displaystyle c<1} і достатньо великих {\displaystyle n,} тоді:
{\displaystyle T\left(n\right)=\Theta \left(f\left(n\right)\right)}

### Приклад
{\displaystyle T(n)=2T\left({\frac {n}{2}}\right)+n^{2}}
Як можна побачити в попередній формулі, змінні мають такі значення:
{\displaystyle a=2,\,b=2,\,f(n)=n^{2},\,\log _{b}a=\log _{2}2=1}
Тепер ми повинні перевірити, що мають місце наступні рівняння:
{\displaystyle f(n)=\Omega \left(n^{\log _{b}a+\epsilon }\right)}
Якщо підставити значення і вибрати {\displaystyle \epsilon } = 1, ми отримаємо:
{\displaystyle n^{2}=\Omega \left(n^{1+1}\right)=\Omega \left(n^{2}\right)}
Через те, що це рівняння виконується, ми маємо перевірити другу умову, тобто, якщо істинно, що:
{\displaystyle af\left({\frac {n}{b}}\right)\leq cf(n)}
Якщо ми підставимо більше значень, ми отримаємо число:
{\displaystyle 2\left({\frac {n}{2}}\right)^{2}}{\displaystyle \leq cn^{2}\Leftrightarrow {\frac {1}{2}}n^{2}\leq cn^{2}}
Якщо ми оберемо {\displaystyle c={\frac {1}{2}}}, тоді істинно:
{\displaystyle {\frac {1}{2}}n^{2}\leq {\frac {1}{2}}n^{2},} {\displaystyle \forall n\geq 1}
Отже далі:
{\displaystyle T\left(n\right)=\Theta \left(f\left(n\right)\right).}
Продовжуючи підстановки, ми отримуємо:
{\displaystyle T\left(n\right)=\Theta \left(n^{2}\right).}
Отже наше рекурентне співвідношення T(n) обмежене Θ(n2), що відповідає f (n) даної формули.
(Цей вислід підтверджується точним розв'язком рекурентного співвідношення, який становить {\displaystyle T(n)=2n^{2}-n}, прийняв {\displaystyle T(1)=1}.)

## Заміна змінних
Розглянемо {\displaystyle T(n)=12T(n^{1/3})+\log(n)^{2}.}
Нехай {\displaystyle n=3^{m}} (тобто, нехай {\displaystyle m=\log _{3}n}). Тоді заміною змінних отримуємо:
{\displaystyle T(3^{m})=12T((3^{m})^{1/3})+(\log(3^{m}))^{2}=12T(3^{m/3})+(m\log 3)^{2}=12T(3^{m/3})+(\log 3)^{2}m^{2}}
Перейменовуючи {\displaystyle S(m)=T(3^{m})} маємо: {\displaystyle S(m)=12S(m/3)+(\log 3)^{2}m^{2}.}
З {\displaystyle \log _{3}{12}>\log _{3}{9}=2} випливає що {\displaystyle (\log 3)^{2}m^{2}=O(n^{\log _{3}{12}-\epsilon })} якщо {\displaystyle 0<\epsilon \leq \log _{3}{12}-2.} Отже, по першому випадку майстер-методу, ми маємо {\displaystyle S(m)=\Theta (m^{\log _{3}{12}}).} Замінюючи змінні назад до початкового рекурентного співвідношення виводимо:
{\displaystyle T(n)=T(3^{m})=S(m)=\Theta (m^{\log _{3}{12}})=\Theta ((\log _{3}n)^{\log _{3}{12}})=\Theta ((\log n)^{\log _{3}{12}})}
Використовуючи тотожність {\displaystyle x^{\log _{b}{y}}=y^{\log _{b}{x}},} можемо альтернативно записати як:
{\displaystyle T(n)=\Theta (12^{\log _{3}{\log n}})}

## Недопустимі рівняння
Зауваження: три випадки не покривають усіх можливостей для {\displaystyle f(n).} Існує розрив між 1 і 2 коли {\displaystyle f(n)} менша від {\displaystyle n^{\log {b^{a}}},} але не поліноміально менша. Подібний розрив присутній між 2 і 3 коли {\displaystyle f(n)} більша ніж {\displaystyle n^{\log {b^{a}}},} але не поліноміально більша. Коли функція {\displaystyle f(n)} потрапляє а один з цих розривів або умова регулярності не дотримана у випадку 3, майстер-метод використовувати не можна.
Наступні рівняння не можливо розв'язати із використанням майстер-методу:
- {\displaystyle T(n)=2^{n}T\left({\frac {n}{2}}\right)+n^{n}}
a не стала, кількість підзадач мусить бути фіксованою
- {\displaystyle T(n)=2T\left({\frac {n}{2}}\right)+{\frac {n}{\log n}}}
не поліноміальна різниця між f(n) і {\displaystyle n^{\log _{b}a}} (дивись нижче)
- {\displaystyle T(n)=0.5T\left({\frac {n}{2}}\right)+n}
a<1 не можна мати менш ніж одну підзадачу
- {\displaystyle T(n)=64T\left({\frac {n}{8}}\right)-n^{2}\log n}
f(n) не додатне
- {\displaystyle T(n)=T\left({\frac {n}{2}}\right)+n(2-\cos n)}
випадок 3, але порушена постійність.

В другому недопустимому прикладі, різницю між {\displaystyle f(n)} і {\displaystyle n^{\log _{b}a}} можна виразити як співвідношення {\displaystyle {\frac {f(n)}{n^{\log _{b}a}}}={\frac {\frac {n}{\log n}}{n^{log_{2}2}}}={\frac {n}{n\log n}}={\frac {1}{\log n}}}.  Видно, що {\displaystyle {\frac {1}{\log n}}<n^{\epsilon }} для будь-якої сталої {\displaystyle \epsilon >0}.  Тому, різниця не поліноміальна і не можна застосувати майстер-метод.

## Доведення
У разі коли {\displaystyle f(n)=n^{d}} можливо визначити щільну асимптотичну межу в таких трьох випадках:
{\displaystyle T(n)={\begin{cases}O(n^{\log _{b}a}),&{\mbox{if }}a>b^{d}\\O(n^{d}\log n),&{\mbox{if }}a=b^{d}\\O(n^{d}),&{\mbox{if }}a<b^{d}\end{cases}}}
В цьому доведенні ми покладемо {\displaystyle T(1)=1}.
Дерево рекурсії матиме {\displaystyle \log _{b}n} рівнів. На кожному рівні кількість підзадач збільшуватиметься в {\displaystyle a} раз, отже на рівні {\displaystyle i} матимемо {\displaystyle a^{i}} підзадач. Кожна підзадача на рівні {\displaystyle i} має розмір {\displaystyle n/b^{i}}. Підзадача розміру {\displaystyle n/b^{i}} потребує {\displaystyle (n/b^{i})^{d}} додаткової роботи і через те, що на рівні {\displaystyle i} всього 
{\displaystyle a^{i}(n/b^{i})^{d}=n^{d}\left({\frac {a^{i}}{b^{di}}}\right)=n^{d}\left({\frac {a}{b^{d}}}\right)^{i}.}
З нашої формули для рівня {\displaystyle i} ми бачимо, що робота зменшується, залишається незмінною або збільшується відповідно до {\displaystyle \left({\frac {a}{b^{d}}}\right)^{i}}. Три випадки залежать від того чи {\displaystyle \left({\frac {a}{b^{d}}}\right)^{i}} дорівнює 1, менша або більша від 1. Тепер зауважимо, що 
{\displaystyle \left({\frac {a}{b^{d}}}\right)^{i}=1\Leftrightarrow a=b^{d}\Leftrightarrow \log _{b}a=d\log _{b}b\Leftrightarrow \log _{b}a=d.}
Отже видно звідки з'явились три випадки. Загалом, ми маємо такий обсяг роботи

| {\displaystyle \sum _{i=0}^{\log _{b}n}n^{d}\left({\frac {a}{b^{d}}}\right)^{i}=n^{d}\sum _{i=0}^{\log _{b}n}\left({\frac {a}{b^{d}}}\right)^{i}} | \| \| \| \| \| \| \| \| | (*) |
| |                         |     |
| |                         |     |
У випадку, коли {\displaystyle a=b^{d}} маємо
* {\displaystyle =n^{d}(\log _{b}n+1)=O(n^{d}\log _{b}n)}
Розглянемо випадок, коли {\displaystyle a<b^{d}}. Тут нам знадобиться формула суми геометричного ряду:
{\displaystyle \sum _{i=0}^{k}r^{i}={\frac {r^{k+1}-1}{r^{k}-1}},} де {\displaystyle r<1.} Довести можна за індукцією.
Якщо {\displaystyle r<1}, тоді {\displaystyle {\frac {r^{k+1}-1}{r^{k}-1}}<{\frac {1}{1-r}}=c_{1}} — стала, не залежить від {\displaystyle k.}
* {\displaystyle =c_{1}n^{d}=O(n^{d})}
Якщо {\displaystyle r>1}, тоді {\displaystyle {\frac {r^{k+1}-1}{r^{k}-1}}<{\frac {r^{k+1}}{1-r}}=r^{k}{\frac {r}{r-1}}=O(r^{k}).}
* {\displaystyle =O(n^{d}\left({\frac {a}{b^{d}}}\right)^{\log _{b}n}).}
Розглянемо внутрішній вираз:
{\displaystyle n^{d}\left({\frac {a}{b^{d}}}\right)^{\log _{b}n}=n^{d}{\frac {a^{\log _{b}n}}{b^{d\log _{b}n}}}=n^{d}{\frac {a^{\log _{b}n}}{n^{d}}}=a^{\log _{b}n}=n^{\log _{b}a}}.

## Застосування до поширених алгоритмів
| Алгоритм               | Рекурентне співвідношення                               | Час виконання              | Коментар                                                              |
| ---------------------- | ------------------------------------------------------- | -------------------------- | --------------------------------------------------------------------- |
| Двійковий пошук        | {\displaystyle T(n)=T\left({\frac {n}{2}}\right)+O(1)}  | {\displaystyle O(\log n)}  | Майстер-метод, випадок 2, де {\displaystyle a=1,b=2,\log _{b}a=0,k=0} |
| Двійковий обхід дерева | {\displaystyle T(n)=2T\left({\frac {n}{2}}\right)+O(1)} | {\displaystyle O(n)}       | Майстер-метод, випадок 1, де {\displaystyle a=2,b=2,\log _{b}a=0}     |
| Сортування злиттям     | {\displaystyle T(n)=2T\left({\frac {n}{2}}\right)+O(n)} | {\displaystyle O(n\log n)} | Майстер-метод, випадок 2, де {\displaystyle a=2,b=2,\log _{b}a=1,k=0} |